# Аккурзий, Франциск
Франциск Аккурзий, лат. Accursius, Franciscus, итал. Francisco Accursio, 1182–1263) – знаменитый итальянский юрист-глоссатор XIII века, подготовивший масштабную итоговую компиляцию глосс римского права, содержавшегося в нормах кодификации императора Юстиниана Corpus Juris Civilis.
Компиляция Аккурсия, завершившая эпоху правотворчества нескольких поколений глоссаторов Болонской школы, представляет собой наиболее полное собрание руководящих разъяснений и толкований положений римского права, действовавшего в то время почти во всем цивилизованном мире. Данная работа, насчитывающая в общей сложности около 100 тыс. глосс, оказала значительное влияние на международное частное право, определив его изначальное формирование и последующее развитие на протяжении нескольких веков в Европе (включая Англию) и за её пределами.
Сохранившиеся биографические сведения об Аккурсии и его труды в области права
Несмотря на широчайшую известность вышеупомянутой компиляции Аккурсия, ещё при жизни считавшегося кумиром юристов того времени («advocatorum idolum»), сведений о нём самом сохранилось довольно мало. Причем нередко дошедшие до нашего времени данные его биографии, включая даже место рождения и годы жизни, носят весьма противоречивый характер. Считается, что он родился в селении Импрунета, неподалёку от Флоренции. Право начал изучать в раннем возрасте, став учеником Ацо Болонского (Azo di Bologna), с которым он впоследствии преподавал право в Болонском университете. После 40 лет преподавания в Болонье, где он имел доступ к многочисленным источникам римского права и к комментариям к ним, Аккурсий оставил должность в университете и уединился в своей загородной вилле. Вдали от городской суеты он всецело посвятил себя тщательному отбору и систематизации глосс кодификации Юстиниана, сделанных другими глоссаторами, как предшественниками, так и современниками.
Между тем оригинальные авторские работы Аккурсия были немногочисленными и остались практически неизвестными. Отчасти это объясняется недостатками его стиля изложения, который называли «варварской латынью» и за который его упрекали и современники, и потомки. Впрочем, упрекали его также и за незнание истории античности, что порой приводило к некоторым исследовательским курьезам.
Это, однако, не умаляет его славу, которую он себе снискал в правовой истории упомянутой работой, собрав, упорядочив и тщательно систематизировав бесчисленное множество глосс, «рассыпанных» в громадном количестве самых разных и нередко противоречивых источников.
В итоге плод его титанического труда, содержавший подробные комментарии к Дигестам, Кодексу и Институциям Юстиниана, вылился в единое собрание, получившее наименование Глоссы. Это собрание фактически сразу же заменило все существовавшие ранее глоссы и комментарии Болонской школы к римскому праву от Ирнерия (1050–1125) до Ацо Болонского (1150–1230). Компиляция Аккурсия служила судам и юристам многих стран едва ли не главным источником права на протяжении 5 веков.
Неслучайно в юридической среде Европы долгое время бытовало латинское выражение: «Quicquid non agnoscit glossa nec agnoscit forum» («Что  не признает Глосса, не признает и суд»). Впрочем, эта работа, которую также именовали Glossa Ordinaria («Упорядоченная глосса»), или Glossa Magna («Большая глосса»), или Glossa Accursiana («Глосса Аккурсия»), была не менее популярной и почти во всех университетах Европы, в том числе и в эпоху Ренессанса. Она также оказала серьёзное влияние на разработку европейских кодексов гражданского права, включая Кодекс Наполеона 1804 года.
Невозможно, однако, сказать, какими соображениями руководствовался Аккурсий, избирая те или иные глоссы из собранной им массы комментариев и включая их в свое собрание: большая часть из этой массы глосс просто не сохранилась. Исходя из сохранившихся старых глосс, некоторые критически настроенные исследователи и авторы (включая Рабле) упрекали Аккурсия в том, что он иногда включал в свою Глоссу тривиальные комментарии, а важные оставлял без внимания.
Кроме того, его критиковали ещё за то, что материалы Глоссы содержат много противоречий. Впрочем, последние недостатки отдельные средневековые исследователи, считавшие Аккурсия гением юриспруденции, относили не на его счет, а на счет авторов, глоссы которых он собирал и цитировал. Эти исследователи в большей мере занимались разъяснением его глосс, чем комментированием самих законов. Даже явные недостатки его Глоссы они объясняли временем, в котором он жил.
Хотя вклад Аккурсия в виде его собственных комментариев многие исследователи считают незначительным, все они единодушны в том, что его работа сыграла очень важную роль в развитии права во всей Европе и в настоящее время имеет громадную историческую ценность. Объясняется это тем, что подавляющее большинство старых глосс со временем было утрачено, а Глосса Аккурсия сохранилась. В этой связи некоторые сравнивают исследовательский вклад Аккурсия в области римского права с тем, который был сделан около пяти веков перед этим императором Юстинианом, предпринявшим масштабную компиляцию римского права.
Так или иначе, Глосса Аккурсия, которую в судах рассматривали как действующий закон, до сего дня считается самым полным собранием комментариев к римскому праву, систематизированному в эпоху Юстиниана. Она снискала Аккурсию славу величайшего юриста средневековья и привела его к должности советника первого магистра (podestà) Болоньи.
В XIV веке Аккурсия и его старшего сына Франческо считали отцами мирового гражданского права, благодаря которым в Болонью приезжали изучать и исследовать римское право студенты и ученые-правоведы со всего мира. Поскольку Глосса Аккурсия почти всегда публиковалась вместе с компиляцией Юстиниана, она очень тесно связана с последней. На протяжении длительного периода текст Глоссы воспроизводился в неизменном виде. Однако со временем в публикации Глоссы стали добавлять в качестве приложений дополнительные комментарии. Это, в частности, относится к комментариям XIV века Бартоло де Сассоферрато и к ещё более поздним комментариям французского юриста Жака Кюжа (1522–1590).
Влияние Глоссы Аккурсия на европейское коммерческое право
Глосса Аккурсия послужила важным правовым инструментом для становления и развития в Европе более или менее унифицированных норм коммерческого права, которое в значительной степени содействовало активизации частноправовых отношений в сфере международной торговли.
Частная жизнь Аккурсия
О частной жизни Аккурсия, которого иногда именовали Аккурсием Флорентийским, до нашего времени дошло весьма мало сведений. Известно, что от первой жены у него был сын, также носивший имя Франческо (1225–1293), которого часто путают с его родителем. Как и отец, Франческо-младший стал юристом и преподавателем права сначала в Болонье, а затем в Оксфорде. От второй жены Аккурсий имел ещё троих сыновей: Цервоттия, Гилельмия и Курсиния. Впоследствии Цервоттий, Гилельмий также посвятили себя юриспруденции. Аккурсий славился своими строгими нравами и вел весьма умеренный образ жизни, что, наряду с его обширными знаниями права, также способствовало росту его авторитета среди современников.
Впрочем, это не мешало ему иметь в своей собственности просторный дом в Болоньи, а также загородную виллу, известную под названием «Рикардина».  Аккурсий умер в 1263 г. (по другим данным – в 1260 г.) в Болонье, где на его могиле у церкви Святого Франциска со временем установили памятник с надписью: «Sepulchrum Accursii, glossatoris legum, et Francisci, ejus filii» («Могила Аккурсия, толкователя законов, и сына его Франческо»).